# Hans-Karl von Esebeck
Hans-Karl Freiherr von Esebeck foi um general alemão comandante de unidades panzer durante a Segunda Guerra Mundial. Nasceu em Potsdam em 10 de Julho de 1892, faleceu em Dortmund em 5 de Janeiro de 1955.

## Biografia
Hans-Karl Freiherr von Esebeck foi um oficial cadete em 1912. Encerrou a sua participação na Primeira Guerra Mundial 1914-18 com a patente de Oberleutnant na cavalaria, continuando a sua carreira na cavalaria durante o período de entreguerras.
Promovido para Oberst em 1 de Junho de 1938, ele comandou o 6. Schtz.Brig. no início da Segunda Guerra Mundial. Promovido para Generalmajor em 1 de Outubro de 1941, Generalleutnant em 1 de Dezembro de 1942 e General der Panzertruppe em 1 de Fevereiro de 1944.
Comandou sucessivamente a 15. Schtz.Brig. (13 de Março de 1941), 15ª Divisão Panzer (13 de Abril de 1941), 11ª Divisão Panzer (24 de Agosto de 1941) e a 2ª Divisão Panzer (17 de Fevereiro de 1942). Mais tarde assumiu o comando do XXXXVI Corpo Panzer (20 de Novembro de 1942), LVIII Corpo de Reserva (1 de Dezembro de 1943) e o XVII Corpo de Exército (6 de Julho de 1944).
Foi aprisionado pela sua participação no atentado de 20 de Julho de 1944 contra Hitler e internado num campo de concentração até o final da guerra. Veio a falecer em Dortmund em 5 de Janeiro de 1955.

## Condecorações
- Cruz de Ferro (1914) 2ª Classe - 20 de setembro de 1914
- Cruz de Ferro (1914) 1ª Classe - 27 de janeiro de 1917
- Cruz de Ferro (1939) 2ª Classe - 26 de setembro de 1939
- Cruz de Ferro (1939) 1ª Classe - 15 de maio de 1940
- Cruz de Cavaleiro da Cruz de Ferro 4 de julho de 1940[1][5][6]
- Cruz Germânica em Ouro 23 de agosto de 1942[1]